# Ron Hemi

a Compétitions nationales et continentales officielles uniquement.

b Matchs officiels uniquement.
Dernière mise à jour le 29 novembre 2009.
Ronald Courtney Hemi, né le 15 mai 1933 à Whangarei (Nouvelle-Zélande) et décédé le 13 septembre 2000, est un  joueur de rugby à XV  qui a joué avec l'équipe de Nouvelle-Zélande. Il évolue au poste de talonneur (1,83 m pour 86 kg). 

## Carrière
Il joue 30 matchs avec la province de Waikato.
Il dispute son premier test match avec l'équipe de Nouvelle-Zélande le 19 décembre 1953, à l’occasion d'un match contre le pays de Galles. Il dispute son dernier test match contre les Lions britanniques le 19 septembre 1959. 
En 1953-1954 il est sélectionné à cinq reprises avec les All Blacks, qui font une tournée en Europe et en Amérique du Nord. Il perd avec les All Blacks contre le pays de Galles 8-13. Il participe ensuite à la victoire contre l'Irlande 14-3 puis à celle sur l'Angleterre 5-0 et enfin l'Écosse 3-0. Il perd contre la France 0-3 le 27 février 1954,.
Ron Hemi participe ensuite à une série contre les Australiens en 1955 conclue par deux victoires et une défaite. En 1956, c'est au tour des Sud-Africains de se rendre en Nouvelle-Zélande, Ron Hemi participe à trois succès All Black sur les Springboks. 
Ron Hemi achève sa carrière internationale contre les Lions britanniques en disputant trois matchs de la tournée de 1959.

## Palmarès en équipe nationale
- 16 sélections avec l'équipe de Nouvelle-Zélande
- 1 essai, 3 points
- Nombre total de matchs avec les All Blacks :  46
- Sélections par année : 1 en 1953, 4 en 1954, 3 en 1955, 3 en 1956, 2 en 1957, 3 en 1959